# 友ノ浦喬次
友ノ浦 喬次（とものうら きょうじ、1893年3月16日 - 1971年12月29日）は、岡山県岡山市出身で出羽海部屋に所属した大相撲力士。本名は大倉 喬次。最高位は東前頭7枚目（1922年1月場所）。現役時代の体格は166cm、90kg。得意手は左四つ、吊り、寄り。

## 来歴
1911年6月場所、序ノ口で初土俵を踏んだ。のちの横綱常ノ花と同期だった。1918年1月場所十両昇進、十両を2場所で通過して1919年1月場所入幕を果たした。立合いの呼吸が巧く、左を差しての筈押しや吊り、寄りなど、短躯を補う早い相撲振りで約4年にわたって幕内を務めた。自己最高位で迎えた1922年1月場所初日に大関千葉ヶ嵜を破る殊勲の星を挙げたがその後9連敗、翌場所も大敗して幕内から陥落、翌1923年5月場所限りで引退した。
引退後は協会（当時東京大角力協会）に残らず、郷里で相撲指導を行ったほか、巡業の世話にも奔走した。奈良漬けでも酔うほどの下戸だったという。

## 主な成績
- 幕内在位：8場所
- 幕内成績：25勝53敗1分1休　勝率.321

## 改名歴
- 友ノ浦喬治
- 友ノ浦喬次
- 友ノ浦喬治
- 友ノ浦喬次